# Bazine
Bazine és una població dels Estats Units a l'estat de Kansas. Segons el cens del 2000 tenia 311 habitants.

## Demografia
Segons el cens del 2000, Bazine tenia 311 habitants, 156 habitatges, i 85 famílies. La densitat de població era de 272,9 habitants per km².
Dels 156 habitatges en un 21,2% hi vivien nens de menys de 18 anys, en un 45,5% hi vivien parelles casades, en un 4,5% dones solteres, i en un 45,5% no eren unitats familiars. En el 41,7% dels habitatges hi vivien persones soles el 21,8% de les quals corresponia a persones de 65 anys o més que vivien soles. El nombre mitjà de persones vivint en cada habitatge era d'1,99 i el nombre mitjà de persones que vivien en cada família era de 2,68.
Per edats la població es repartia de la següent manera: un 19,9% tenia menys de 18 anys, un 4,5% entre 18 i 24, un 25,4% entre 25 i 44, un 26,4% de 45 a 60 i un 23,8% 65 anys o més.
L'edat mediana era de 45 anys. Per cada 100 dones de 18 o més anys hi havia 87,2 homes.
La renda mediana per habitatge era de 30.833 $ i la renda mediana per família de 37.500 $. Els homes tenien una renda mediana de 26.250 $ mentre que les dones 24.375 $. La renda per capita de la població era de 17.749 $. Entorn del 2,2% de les famílies i el 4,4% de la població estaven per davall del llindar de pobresa.

## Poblacions més properes
El següent diagrama mostra les poblacions més properes.